# Turk (auteur)
Pour les articles homonymes, voir Turk.
Turk, de son nom civil Philippe Liégeois, né le 8 juillet 1947 à Durbuy (province de Luxembourg), est un dessinateur belge de bande dessinée.

## Biographie
Philippe Liégeois naît le 8 juillet 1947 à Durbuy dans une famille dont le père était ébéniste et la mère qui tenait une pension de famille. Enfant, il démonte ses jouets pour voir comment ça marchait. C'est un élève paresseux et rêveur. Il redessine les séries qu'il aime dans Spirou parmi lesquelles Johan et Pirlouit de Peyo qui l'influence fortement. Franquin est son maître à dessiner.
C’est à seize ans, en 1963, que sa première bande dessinée est envoyée par sa mère à l’hebdomadaire Spirou. Il est convoqué par le rédacteur en chef de l’époque, Yvan Delporte et rencontre ainsi Maurice Rosy. Turk commence sa carrière professionnelle et entre aux studios Dupuis à Bruxelles, il y travaillera deux ans. Il publie dans Spirou sa première histoire en 1967 et rencontre la même année, Bob de Groot. À son retour à la vie civile, en 1968, Turk assiste graphiquement De Groot sur des planches qui paraissent dans Pilote, sur un scénario de Fred. C’est le début d’une collaboration durable.
La même année, ils mettent en image les scénarios de Bob de Groot avec 3 mini-récits avec pour héros un certain Archimède. À la même époque, Turk participe au studio Greg où il dessine le décor des As qui paraît dans Pif Gadget. En février 1969, les deux auteurs publient dans Journal de Tintin, une nouvelle série : Robin Dubois dont les premières planches ont été inspirées par la vision du film Les Aventures de Robin des Bois (film, 1938) avec Errol Flynn qui les faisait beaucoup rire pour son côté théâtral. L’idée est venue en regardant un film de Robin des Bois ; ils décident de créer une série qui démythifierait le héros[pertinence contestée]. Robin Dubois restera la série la plus populaire du journal pendant 7 ans en emportant le « Hit-Parade » du Lombard sept fois consécutivement, et même huit fois selon Turk. Le premier album sort en 1974 ; la série est arrêtée temporairement en 1989, puis reprise entre 1996 et 1998 et entre 2007 et 2008. Elle compte 21 albums et 1 hors série. En 1970, Turk et de Groot se voient confier les aventures du colonel Clifton, abandonnées par Raymond Macherot quelques années auparavant. En 1972, Turk réalise les décors de la série Le Club des « Peur-de-rien » pour Tibet qui sont publiées dans Junior, le supplément de Chez Nous et ce jusqu'en 1976. En 1973, dans le Journal de Tintin, ils réalisent, sur une période d’un an, cinquante-deux scènes (une par semaine) d’une même rue, formant à l’arrivée une bande de quinze mètres de long (projet nommé La Plus Grande Image du Monde).
En 1975, ils créent pour le lancement d’Achille Talon magazine une nouvelle série, Léonard, basée sur la démythification d’un personnage célèbre : Léonard de Vinci. La série passe ensuite au journal hollandais Eppo, puis à Pif Gadget. Le premier album de  la série est publié par Dargaud en 1977 sous le nom de Léonard est un génie. En 2024, la série compte 55 albums,, et 6 hors séries.
En 2007, Turk met en images les scénarios de Clarke pour la série humoristique Docteur Bonheur qui comptera trois albums chez Le Lombard et pour laquelle il utilise la tablette graphique au détriment du pinceau.
En 2016, Turk reprend la série Clifton, cette fois sur un scénario de Zidrou, Clifton et les gauchers contrariés,. Le 1er septembre 2017, il publie un nouveau titre Just married,,.

### Contributions graphiques
Turk et De Groot apportent une contribution graphique à la bande dessinée collective Il était une Fois Les Belges (Lombard, 1980), publiée à l'occasion du 150e anniversaire marquant l'indépendance de la Belgique. Ensemble, ils rendent hommage à Hergé à l'occasion du 50e anniversaire de Tintin (1979), puis à Corentin de Paul Cuvelier (1981) ainsi qu'à Derib dans le livre Les Amis de Buddy Longway (Lombard, 1983). Ils parodient également leurs propres séries Robin Dubois et Léonard dans l'album collectif Parodies 2 (MC Productions, 1988). Ils participent à la célébration du 1000e gag de la série Cubitus de Dupa en 1992. Turk et De Groot rendent également hommage aux personnages Boule et Bill de Jean Roba dans Boule et Bill font la fête (Dargaud, 1999). En solo, Turk dessine un court récit pour l'hommage collectif à Gil Jourdan de Maurice Tillieux dans Les Enquêtes de leurs amis (Soleil, 1989). Il apporte son soutien à En chemin elle rencontre... : Les artistes se mobilisent contre la violence faite aux femmes (Amnesty International, 2009).

### Vie privée
Turk demeure à Wépion,, et vit avec son épouse la coloriste Karine Léonard (Kaël). Il est passionné de voitures.

## Analyse
Son graphisme est caractérisé par la clarté et la lisibilité.

## Publications

### Séries
- Robin Dubois

### La Plus Grande Image du monde
- La Plus Grande Image du monde[66], Le Lombard, Bruxelles, 8 septembre 2023
Scénario : Bob de Groot - Dessin : Turk - Couleurs : quadrichromie -  (ISBN 978-2-8082-1079-9) — Format à l'italienne.

### Para-BD
À l'occasion, Turk réalise des portfolios, ex-libris, posters, cartes ou cartons, sous-bocks, autocollants, puzzles, étiquettes de bière ou de vin et commet quelques travaux publicitaires. Il réalise également des affiches pour des festivals de bande dessinée.

### Expositions
- Léonard, Festival international de la bande dessinée d'Angoulême du 28 au 31 janvier 2010[86],[87]
- Turk, festival de bande dessinée à Anzin-Saint-Aubin du 8 au 10 juin 2012[88]
- Rétrospective Clifton par Turk, Galerie Napoléon, Paris, du 18 février au 5 mars 2016[89]
- Rétrospective Turk, Huberty & Breyne Gallery, Bruxelles du 8 au 22 mai 2019[90],[91]
- Léonard, Maison de la BD, Bruxelles du 8 juin au 4 décembre 2019[92]
- Léonard, 36e Festival bd BOUM, Blois du 22 au 24 novembre 2019[93]

#### Exposition collective
- L’univers de la Bande dessinée organisée à l'occasion des 25 ans du journal Tintin, Passage 44, Bruxelles, octobre 1971[94]

## Réception

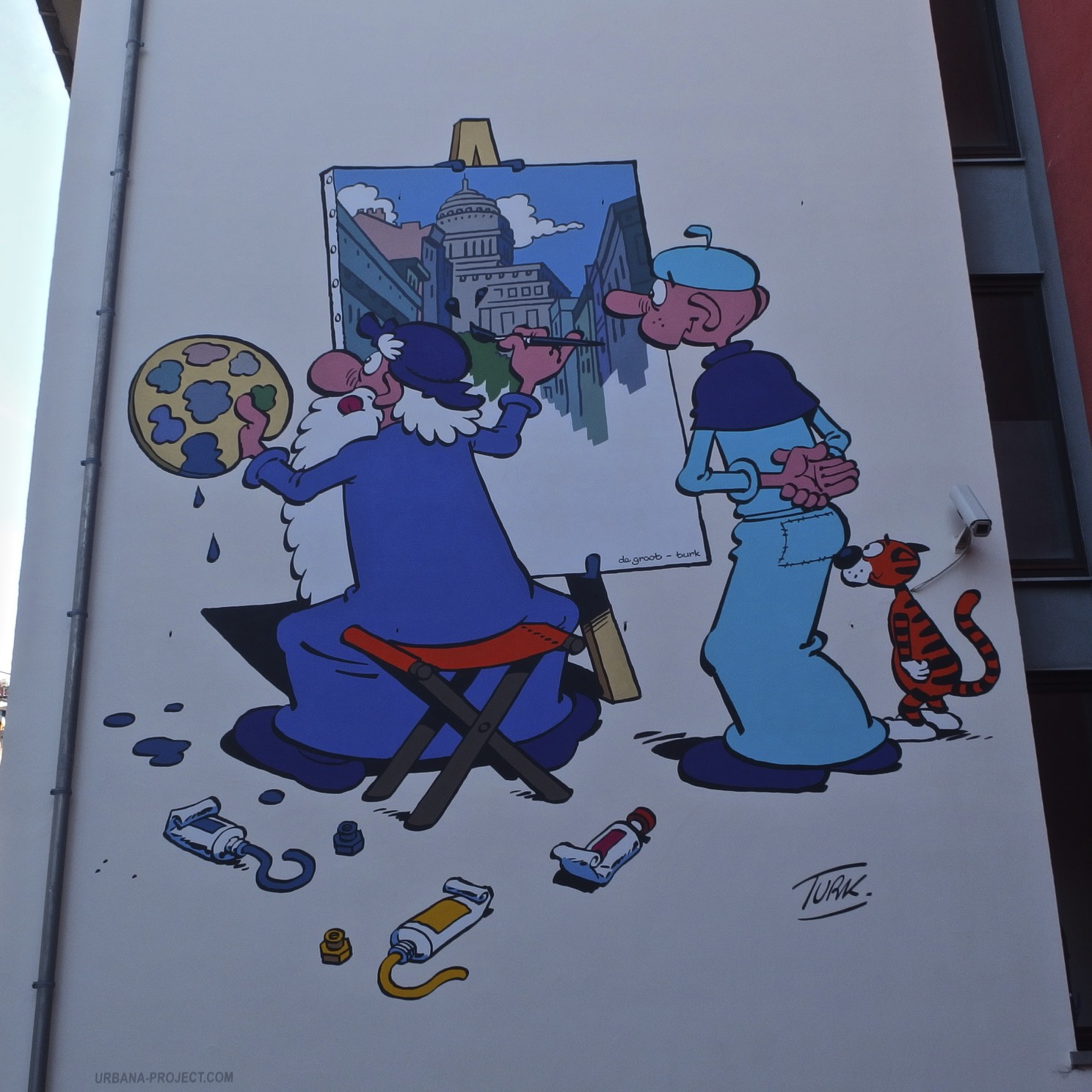
Fresque murale Léonard à Bruxelles

### Prix
- 1981 :  Prix Saint-Michel[95],[96] du meilleur dessin humoristique pour Dites-le avec des gags ! (Robin Dubois, t. 5) ;
- 1990 :  Alph-Art jeunesse[95],[97] au festival d'Angoulême pour Robin Dubois, t. 16 (avec Bob de Groot) ;
- 1999 :  Crayon d'or de Bruxelles décerné par la CANAB (Cercle des amis du neuvième art de Bruxelles)[98] avec Bob de Groot.

### Postérité
Le 11 septembre 2015 est inaugurée la fresque murale Léonard dans la rue des Capucins à Bruxelles. Elle couvre une superficie de 15 m2.
La réalisation de la fresque est confiée à Urbana et est intégrée au parcours BD de Bruxelles.

#### Livres
: document utilisé comme source pour la rédaction de cet article.
- Jean Van Hamme, Introduction à la bande dessinée belge, Bruxelles, Bibliothèque royale de Belgique, 1968, 80 p., ill. ; 26 cm (lire en ligne), p. 47[catalogue] publié à l'occasion de l'exposition La bande dessinée en Belqique, Bibliothèque Albert Ier, [Bruxelles], du 29 juin au 25 août 1968.
- Henri Filippini, Dictionnaire de la bande dessinée, Paris, Bordas, 1989, 731 p., ill. ; 27 cm (ISBN 2-04-018455-4, BNF 35065653, présentation en ligne), p. 33, 122, 123, 307, 308, 451, 682.
- Jean-Louis Lechat, Un demi-siècle d’aventures t. 2 : 1970 - 1996, Bruxelles, Le Lombard, 5 décembre 1996, 224 p., ill. ; 31 cm (ISBN 280361233X, BNF 37539082, présentation en ligne), p. 10, 15, 26, 50, 52, 55, 62, 74, 84, 94, 96, 102, 108, 161, 191, 195. .
- Bob De Groot et Turk, 20 ans de génie, Paris, Dargaud, 1997 (ISBN 978-2-88425-006-1, OCLC 743082453). .
- Jacques Fiérain, « Turk », dans La BD dans les provinces de Liège, Namur et Luxembourg, Charleroi, Éd. l'Âge d'or, 2004, 112 p., ill. ; 31 cm (ISBN 9782960019698, OCLC 470388297, présentation en ligne), p. 102.
- Patrick Gaumer, Le Lombard L’aventure sans fin t. 3 : 1996 - 2006, Bruxelles, Le Lombard, décembre 2007, 296 p. (ISBN 978-2-8036-2197-2).
- Patrick Gaumer, « Turk », dans Dictionnaire mondial de la BD, Paris, Larousse, 2010, ill. ; 27 cm (ISBN 9782035843319, présentation en ligne), p. 875. ..
- Philippe Goddin, La Grande Aventure du journal Tintin - 1946-1988, Bruxelles, Le Lombard, 26 août 2016, 777 p. (ISBN 978-2-8036-7045-1).
- Jacques Pessis, Intégrale Clifton 2, Bruxelles/Paris, Le Lombard, 2011, 176 p. (ISBN 978-2-8036-2830-8), p. 5-12.
- Philippe Mellot, Michel Denni, Laurent Turpin et Isabelle Morzadec, Trésors de la bande dessinée : BDM 2021-2022 - Catalogue encyclopédique et Argus, Paris, Les Arènes, novembre 2020, 22e éd., 1700 p., ill. ; 23 cm (ISBN 9791037502582, présentation en ligne), p. 28, 261, 336, 348, 970. .

#### Périodiques
- Jean-Pol Stercq, « La Galerie-photo de Tintin », Tintin, Le Lombard, no 17,‎ 1973.
- « Reward : Turk », Tintin, Le Lombard, no 18,‎ 3 mai 1977.
- Dino Attanasio, « B.D. Story : La Triste Histoire de Turk et de Groot », Tintin, Le Lombard, no 35,‎ 1982.
- Louis Cance, « Turk et De Groot », Hop !, AEMEGBD, no 35,‎ 1er décembre 1983.
- Turk (interviewé par Marc Carlot), « Tête de Turk : de Groot ! : Turk », Auracan, no 6,‎ juillet - août 1994, p. 18-19
- « Léonard... et Turk à la recherche des couleurs perdues de chez Proust ! », Le Lombard Communication, Le Lombard, no 3,‎ mai-juin-juillet 1999, p. 2-3
- « Avec Turk... Et sans trucs : dans l'intimité de Léonard Super-star ! », Le Lombard Communication, Le Lombard, no 14,‎ mai-juin 2001, p. 10-11
- « Coup de plumeau et de pinceau chez Léonard ! », Le Lombard Communication, Le Lombard, no 20,‎ mai-juin 2002, p. 6-7
- Turk (interviewé par Frédéric Bosser), « Enquête : Peut-on vendre à 500.000 ex et être Grand prix d'Angoulême ? - Entretien avec Turk », BullDozer, no 5,‎ février 2006 (ISSN 1775-0652).
- Philippe Peter, « Léonard, le génie qui s'est fait 50 tomes », dBD, no 133,‎ mai 2019, p. 90-93
- Turk (interviewé), « Spirou et moi - Turk », Spirou, Dupuis, no 4389,‎ 25 mai 2022.
- Turk (interviewé par Amandine Schmitt), « Mais quel est le secret de la longévité de Léonard (et de son créateur, Turk) ? », Le Nouvel Obs,‎ 19 juillet 2025 (lire en ligne , consulté le 20 juillet 2025).

#### Articles
- Michel Denni, « Avec Léonard leur 35e album, Turk et de Groot fêtent 30 ans de complicité », BDzoom,‎ 10 mars 2005 (lire en ligne, consulté le 3 juillet 2022)
- Turk (interviewé par Kalkaf), « L'interview de Turk pour Objectible », objectible.net,‎ 14 avril 2006 (lire en ligne, consulté le 3 juillet 2022)
- Turk (interviewé par Wouter Porteman), « Turk (Philippe Liégeois) », stripspeciaalzaak.be,‎ 2007 (lire en ligne, consulté le 3 juillet 2022)
- Anne-Claire Norot, « Au programme du festival d’Angoulême 2010 », Les Inrockuptibles,‎ 28 janvier 2010 (lire en ligne)
- Turk et Bob De Groot (interviewés par Philippe Peter), « BD – Léonard exhibe son génie à Angoulême », France-Soir,‎ 28 janvier 2010 (lire en ligne, consulté le 3 juillet 2022)
- Turk et Bob De Groot (interviewés par Nicolas Anspach), « Turk et Bob De Groot : "Léonard est né grâce à Achille Talon Magazine" », ActuaBD,‎ 2 avril 2010 (lire en ligne, consulté le 1er juillet 2022)
- Julien Bil, « Le père de « Léonard » sur ses terres », L'Avenir,‎ 23 septembre 2010 (lire en ligne, consulté le 3 juillet 2022)
- Turk (interviewé par Gilles Ratier), « Interview : Turk », BDzoom,‎ 30 mai 2011 (lire en ligne, consulté le 1er juillet 2022)
- Turk et Bob De Groot (interviewés par Katia Enriotti-Bascher), « De Groot et Turk : " Avoir une âme de gamin " », Var Matin,‎ 11 septembre 2011 (lire en ligne, consulté le 1er juillet 2022)
- Turk (interviewé par Jean-Laurent Truc), « Interview : Turk retrouve Clifton avec Zidrou qui reprend aussi le scénario de Léonard », ligne claire,‎ 29 mars 2016 (lire en ligne, consulté le 1er juillet 2022)
- Alexis Seny, « Clifton, Léonard, sacrées têtes de Turk ! », L'Avenir,‎ 12 août 2016 (lire en ligne )
- Olivier Van Vaerenbergh, « Léonard, tête de Turk », Focus Vif,‎ 15 mai 2019 (lire en ligne , consulté le 3 juillet 2022)
- Daniel Couvreur, « Léonard de Vinci était-il ou non blagueur ? », Le Soir,‎ 2 juin 2019 (lire en ligne , consulté le 1er juillet 2022)
- Turk (interviewé par Christian Missia Dio), « Turk : "Travailler avec Zidrou m’a fait sortir de ma zone de confort" », ActuaBD,‎ 12 août 2019 (lire en ligne, consulté le 1er juillet 2022)
- Turk (interviewé par Alexis Seny), « Léonard, le génie de Turk, n’a pas encore trouvé le vaccin et c’est peut-être mieux comme ça », L'Avenir,‎ 14 avril 2020 (lire en ligne )
- Benjamin Locoge, « Turk : «On donne un côté intello à la BD, comme s’il fallait s’excuser d’en faire» », Paris Match,‎ 4 mai 2022 (lire en ligne, consulté le 3 juillet 2022)
- « Turk - Bibliographie - Biographie © Le Lombard 2008 », bandedessinee.info,‎ 23 juin 2022 (lire en ligne, consulté le 4 juillet 2022).
- Turk (interviewé par Bruce Rennes), « Interview de Turk, à l’occasion de la sortie du tome 54 de Léonard », Les Amis de la BD,‎ 6 septembre 2023 (lire en ligne, consulté le 30 septembre 2024).
- Turk (interviewé), « Interview de Turk, à propos de la série BD « Léonard » », La Mouette hurlante,‎ 3 octobre 2024 (lire en ligne, consulté le 12 octobre 2024).
- Turk (interviewé), « Bon anniversaire Léonard ! », Zoo le Mag,‎ 8 juillet 2025 (lire en ligne, consulté le 10 juillet 2025).

### Podcasts
- Interview avec Turk (Philippe Liégeois) émission Eclectrique présentée par Romain Pierre Giergen, sur 48FM via Mixcloud, 2018, (40 min 18 s).

### Émissions de télévision
- Bulletin d'information - Les vœux de De Groot et Turk  sur RTBF, présentation : Francis Buytaers (1 min 52 s), 30 décembre 1983
- Kaboom ! - Tome #60 – Turk, le génie est dans la bulle. sur RTL-TVI, présentation : Thibaut Fontenoy - Réalisation : Patrice Gautot - Production : Bangarang (12 min 17 s), 29 décembre 2021. Voir en ligne.